# Heinz Hoßfeld
Heinz Hoßfeld (* 15. Januar 1927 in Barchfeld) ist ein deutscher Bergmann und früherer Volkskammerabgeordneter für den Freien Deutschen Gewerkschaftsbund (FDGB).

## Leben
Hoßfeld ist der Sohn einer Arbeiterfamilie. Nach dem Besuch der Volksschule nahm er 1941 eine dreijährige Lehre zum Tischler auf und wurde nach deren Abschluss 1944 zum Wehrdienst bei der deutsche Wehrmacht eingezogen. Gegen Ende des Zweiten Weltkrieges geriet er in Kriegsgefangenschaft. Nach seiner Entlassung kehrte er nach Bad Salzungen zurück und wurde Bergmann im späteren Kalikombinat „Werra“ in Merkers (ab 1970 Kombinat Kali).

## Politik
Hoßfeld trat 1947 in den FDGB ein. 1957 wurde er Mitglied der SED und noch im gleichen Jahr Abgeordneter der Kreistages und Mitglied des Rates des Kreises Bas Salzungen. Er war Mitglied einer Brigade des sozialistischen Arbeit. In den fünf Wahlperiode von 1963 bis 1986 war er Mitglied der FDGB-Fraktion in der Volkskammer der DDR.